# Fernand Foureau
Fernand Foureau, né le 17 octobre 1850 à Saint-Barbant (Haute-Vienne) et mort le 17 janvier 1914 à Paris, est un explorateur français du Sahara et qui fut notamment gouverneur de la Martinique de 1908 à 1913.

## Biographie
Fernand Foureau est né au château de Frédière dans le Limousin, il s'oriente vers des études scientifiques et de géographie, avec pour maitre Henri Duveyrier. Engagé volontaire en 1870-1871, il entre dans la marine où il fait toute la campagne de l'armée du Nord. Il est fait prisonnier de guerre après la bataille de Saint-Quentin, le 19 janvier 1871.

En 1876-1877, Fernand Foureau accomplit un premier voyage d'exploration dans le Sahara algérien en compagnie de Louis Say, enseigne de vaisseau. Au Sahara, il réalise dans un premier temps des forages de puits artésiens pour la compagnie de l'Oued Rihr, puis devient célèbre pour ses nombreux voyages d'études effectués dans le désert à partir de 1882, qui lui valurent de nombreux prix de la Société de géographie. Ses neuf expéditions de 1888 à 1896 dans le sud-algérien ont également pour objet d'étudier la possibilité de réaliser une ligne de chemin de fer transsaharienne allant de Ouargla à In Salah. Par ailleurs, Foureau découvre en 1893 les restes des missionnaires Louis Richard, Gaspard Morat et Alexis Pouplard, assassinés en décembre 1881. 

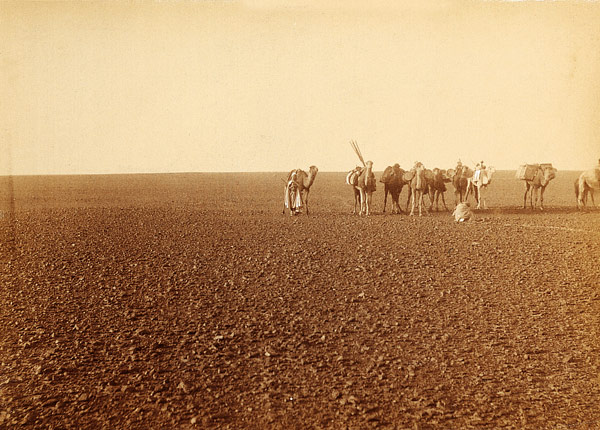
Traversée transsaharienne de 1890, dans le Tademaït (photo de Foureau).

Durant deux ans de 1898 à 1900 avec François Lamy, il entreprend un grand voyage depuis Ouargla au lac Tchad lors de l'importante mission Foureau-Lamy, puis poursuit depuis le Chari jusqu'à l'Oubangui et le fleuve Congo. Il réalise alors des cartes au 100 000e, établit des itinéraires transsahariens, et réalise de très nombreux relevés géographiques et météorologiques sur 1278 jours.
En 1906, laissant le Sahara, Fernand Foureau devient gouverneur de Mayotte et des Comores, puis de 1908 à 1913 gouverneur de la Martinique.
Il meurt en 1913 d'une pneumonie. Il est inhumé au cimetière du Père-Lachaise (94e division).

## Principaux prix et distinctions
- 1889 : Prix Erhard de la Société de géographie
- 1895 : Prix Duveyrier de la Société de géographie
- 1896 : Prix Janssen de la Société de géographie pour ses travaux sur le Sahara et Grande médaille d'or de la société de géographie de Marseille.
- 1899 : Grande médaille d'or (Patrona) de la Royal geographical society de Londres.
- 1901 : Grande médaille d'or des explorations de la Société de géographie
- 1913 : Commandeur de l'ordre de la Légion d'honneur (chevalier en 1894, officier en 1900).

Il a également reçu la médaille coloniale avec agrafe « Mission Saharienne », et a été élevé au rang de commandeur de l'ordre de la Couronne de Belgique et de grand Officier de l'Ordre du Dragon d'Annam.

## Principales publications
- Mission chez les Touareg : mes deux itinéraires sahariens d'octobre 1894 à mai 1895, Paris, Challamel, 1895 (lire en ligne)
- Mon neuvième voyage au Sahara et au pays touareg, mars-juin 1897, Paris, Challamel, 1898 (lire en ligne)
- D'Alger au Congo par le Tchad, Paris, Masson, 1902 (lire en ligne)
- Documents scientifiques de la mission saharienne : mission Foureau-Lamy. Tome I : Observations astronomiques. Météorologie. Orographie. Hydrographie. Topographie. Botanique, Paris, Masson, 1905 (lire en ligne)
- Documents scientifiques de la mission saharienne : mission Foureau-Lamy. Tome II. Géologie. Pétrographie et paléontologie. Esquisse ethnographique. Notes sur la faune préhistorique. Aperçu commercial. Conclusions économiques. Glossaire. Index. Tables. Planches, Paris, Masson, 1905 (lire en ligne)
- Documents scientifiques de la Mission Saharienne (mission Foureau-Lamy 1898-1900). Atlas, Paris, Masson, 1905 (lire en ligne)

## Hommages
En 1918, alors que le Cameroun intègre l'Empire colonial français, la ville de Kousséri située dans l'extrême nord du pays est rebaptisée Fort-Foureau en hommage à l'explorateur qui s'y est rendu en 1900 avec les troupes du commandant Lamy. La ville garde ce nom jusqu'en 1960 lorsqu'elle reprend son nom d'origine avec l'indépendance du pays.
En 1930, la rue Fernand-Foureau dans le 12e arrondissement de Paris prend son nom en hommage, comme de nombreuses autres voies de cette zone le feront avec le nom d'explorateurs, militaires, hommes politiques, impliqués dans l'extension des colonies françaises en raison de la préparation de l'Exposition coloniale internationale (1931).